# Альмерия (провинция)
Альмери́я (исп. Almería) — провинция на юге Испании, в восточной части автономного сообщества Андалусия. Административный центр — город Альмерия. Территория — 8774 км². Население — 612,3 тыс. (2005).

## Административное устройство
Районы (комарки):
- Большая Альмерия
- Альпухарра-Альмерьенсе
- Лос-Филабрес-Табернас
- Леванте-Альмерьенсе
- Поньенте-Альмерьенсе
- Валье-дель-Альмансора
- Лос-Велес

## Экономика
Одной из главных составляющих экономики провинции считается выращивание сельскохозяйственных культур в теплицах, общая площадь которых составляет около 400 кв. километров (состоит из небольших частных хозяйств). Они поглотили всю равнину Далиас и уже приближаются к долинам соседних холмов Алпухарра.
Миллионы тонн овощей оттуда экспортируется ежегодно в Европу и другие страны.

## Достопримечательности
- Национальный парк Сьерра-Невада